# Otto Kasten
Otto Kasten (* 22. August 1902 in Woldzegarten; † 8. Januar 1989 in Taunusstein) war ein deutscher Schauspieler, Dramaturg, Regisseur und Intendant sowie Gründer des Vereins Besucherring Dr. Otto Kasten und der Dr. Otto Kasten Stiftung.

## Ausbildung
Kasten legte im September 1923 das Abitur am Realgymnasium Güstrow ab, studierte von 1923 bis 1928 an der Universität zu Köln und schloss sein Studium im November 1928 mit der Promotion zum Dr. phil. ab. Es folgte noch eine Übergangstätigkeit am Theaterwissenschaftlichen Institut in Köln.

## Engagements
Sein erstes Engagement führte Kasten von 1929 bis 1931 als Dramaturg, Spielleiter und Schauspieler nach Nordhausen. Von 1931 bis 1937 folgte ein Engagement am Schauspiel Leipzig, wo er zunächst als Schauspieler und dann als Spielleiter und Dramaturg eingesetzt wurde. Zwischen 1937 und 1939 arbeitete Kasten als freier Regisseur, ehe er von 1939 bis 1943 Oberspielleiter am Staatstheater Braunschweig war. Von 1943 bis 1945 übernahm er die Intendanz der Bühnen der Hansestadt Lübeck und war dort anschließend von 1945 bis 1948 als Verwaltungsleiter und Stellvertreter des Intendanten tätig. Zuletzt war Kasten am Oldenburgischen Staatstheater engagiert, wo er im Mai 1982 seine Arbeit aufgenommen hatte.

## Besucherring und Stiftung
Im Januar 1949 gründete Kasten den Lübecker Besucherring, womit er den Auftakt zu einer Serie von Gründungen ähnlicher Besucherringe im gesamten Bundesgebiet machte. 1962 gründete er die Nachfolgeorganisation Besucherring Dr. Otto Kasten, in die alle bis dahin gegründeten Besucherringe eingegliedert wurden. Im selben Jahr rief er zudem die Dr. Otto Kasten Stiftung ins Leben.

## Auszeichnungen
Kasten erhielt für seine Verdienste um das deutsche Theater 1968 das Bundesverdienstkreuz I. Klasse. Im August 1987 wurde er mit der Goethe-Plakette des Landes Hessen für seine Verdienste um das deutsche Theater ausgezeichnet.